# Lijst van burgemeesters van de Politieke Partij Radikalen
Dit is een (mogelijk incomplete) lijst van burgemeesters van de Politieke Partij Radikalen. Het betreft politici die burgemeester zijn (geweest) in een Nederlandse gemeente, terwijl ze ook lid waren van de Politieke Partij Radikalen.
| Burgemeester      | Gemeente                 | Provincie     | Periode   | Opmerkingen                                        |
| ----------------- | ------------------------ | ------------- | --------- | -------------------------------------------------- |
| Jacques Tonnaer   | Schinveld                | Limburg       | 1967-1975 | stapte in 1968 over van de KVP naar de PPR         |
| Jacques Tonnaer   | Sittard                  | Limburg       | 1975-1997 | werd geen lid van GroenLinks                       |
| Leonard Hermans   | Culemborg                | Gelderland    | 1967-1982 | eerst KVP, vanaf ca. 1973 PPR, later onafhankelijk |
| Hans van Welsenis | Abcoude                  | Utrecht       | 1975-1980 | stapte rond 1978 over naar de PvdA                 |
| Ronald Bandell    | Moordrecht               | Zuid-Holland  | 1977-1987 | werd geen lid van GroenLinks                       |
| Ronald Bandell    | Krimpen aan de Lek (wnd) | Zuid-Holland  | 1982-1985 | werd geen lid van GroenLinks                       |
| Ronald Bandell    | Papendrecht              | Zuid-Holland  | 1987-1995 | werd geen lid van GroenLinks                       |
| Henk Waltmans     | Landsmeer                | Noord-Holland | 1984-1994 | werd geen lid van GroenLinks                       |